# Ferenczy Annamária
 Ferenczy Annamária, Maja (Magyarlápos, 1926. május 13. – Csák, 2015. augusztus 9.) erdélyi magyar színésznő.

## Életpálya
Kolozsváron és Aranyosgyéresen nevelkedett. Apja fogorvos volt, de néha színdarabokat rendezett, hogy fenntartsa a kultúra iránti érdeklődést a faluban. Maja 5 évet járt a Zeneakadémiára, majd 3 évet a Marosvásárhelyi Művészeti Egyetemre. 1951-ben végzett, de közben már 1949-től a Kolozsvári Magyar Operában dolgozott mint kóristáné. 
1952-től a Nagyváradi Állami Magyar Színház tagja. Ittléte alatt volt egy rövid (egyéves) házassága, melyből rájött, hogy neki ez nem való. Szeretett volna gyereket, de kiderült, hogy nem lehet. Jó barátságban volt Bányai Évával, aki pont a Maja ellentéte: ott hagyta a színházat és családot alapított. Váradon kezdett el sanzonettkedni, és verseket mondani.
1969-ben hívták a temesvári Csíky Gergely Állam Magyar Színházhoz, és elfogadta a felkérést, mert Váradról mindenki elment a jó élet reményében, és így egyedül érezte magát. Nehéz volt megszokni a várost, de sikerült, s Temesvár egyik kedvelt színésznője lett. Játszott drámát, vígjátékot; énekelt, szórakoztatott.
1998-ban részt vett a Székelyudvarhelyi Tomcsa Sándor Színház megnyitó, Móricz Nem élhetek muzsikaszó nélkül című előadásában – Pepi néni szerepét alakította.
Egy időben sokat betegeskedett, de talpra állt, hogy újra színpadon lehessen. Egyedül él, de nem magányos, az egész életét kitölti a színház.
Maja több mint 200 szerepet játszott el életében, melyekről „naplót” is vezetett. Utolsó éveiben a csákovai öregotthonban ápolták, és ott is hunyt el 2015. augusztus 9-én.

## Szerepei
- Gorkij: Utolsók (Nadezsda)
- Gartal: Szalai lányok (Lujza)
- Schiller: Ármány és szerelem (Lady)
- Tolsztoj: Feltámadás (Bocskova)
- Katona. Bánk Bán (Gertrudisz)
- Brecht: Kurázsi Mama (Ivette)
- Hubay: Egy szerelem három éjszakája (Melitta)
- Shakespeare: Windsori víg nők (Fordné)
- Sophoklész: Antigoné
- Móricz: Úri muri (Rédei Eszter)
- Lovinescu: Egy művész halála (Claudia Roxan, színésznő)
- Brecht: Puntilla úr és szolgája Matty (Fina)
- Florentin szerelem kalap (Klára)
- Lüszisztraté
- Ingyenélők (Szedervári K.)
- Tündérlaki lányok (Mama)
- Élet az uborkafán (Borika)
- Vihar (Kabomova)
- Imádok férjhez menni (Anya)
- Tartuffe (M-me Pernelle)
- Buborékok (Szidónia)
- Tangó (Eugenia)
- Cher Antoine (Carlotta)
- Zárt tárgyalás (Estelle)
- La Mancha lovagja (Fermina)
- A kör négyszögesítése (Pi)
- Fridrich Dürrenmatt: A fizikusok (Martha Boll, főnővér)
- Tennessee Williams: Orfeusz alászáll (Beulah, a felesége)
- Földes Mária: Baleset az új utcában (Ilona)
- Sütő András: Tékozló szerelem (Zsófi néni, az Ignác felesége)
- Horia Lovinescu: Láz (Parasca)
- Anatolij Szofronov: Egy millió egy mosolyért (Olga Kartasova, a felesége)
- Töröld le könnyed, Afrika (Előadó)
- Töröld le könnyed, Afrika (Ének)
- Kálmán Imre: Csárdáskirálynő (Krisztina grófnő)
- Afanaszij Szalinszkij: Nila (Maria Ignatyeva)
- Alexandru Voitin: Emberek, akik hallgatnak (Maria, munkásnő)
- Yvette Potier: Napfényes föld (Előadó)
- Franz Schubert: Három a kislány (Első énekes)
- Al. Mirodan: A hírhedt 702-es (Miss Pope, riporter)
- K.Iszajev – A.Galics: Nem magánügy (Jelena Nyikolajevna, Ljuba anyja)
- Johann Strauss: Cigánybáró (Cipra)
- N.V.Gogol: A revizor (Fevrónyija Petrovna Posljopkina)
- Csehov-est (Tatjána)
- Valentyin Katajev: Bolondos vasárnap (Igazgatónő)
- Operett-est (Anikó)
- Operett-est (Berta)
- Jaroslav Hašek: Svejk, a derék katona (Katy)
- Anyám, hitvesem, kedvesem (Közreműködő)
- Ady (Előadó)
- Vszevolod Visnyevszkij: Optimista tragédia (A komisszár, a párt küldötte)
- Színes bokréta (Előadó)

## Díjai
- 1994-től a Csíky Gergely Színház örökös tagja
- 2002 – Életmű-díj, Kisvárda
- 2004 – Pro Cultura Timisiensis érdemérem, Temes megye
- 2004 – Hűség- díj, Magyar Játékszín Társaság
- 2005 – Szentgyörgyi István Színművészeti- díj, Budapest
- 2007 – Tender életmű-díj, Temesvár